# Afiesl
Afiesl je obec v rakouské spolkové zemi Horní Rakousy, v okrese Rohrbach. Území obce sousedí s Českou republikou.

## Obyvatelstvo
V obci žije 394 obyvatel.